# 呉青山中学校・高等学校
呉青山中学校・高等学校（くれあおやまちゅうがっこう・こうとうがっこう）は、広島県呉市青山町に所在し、中高一貫教育を提供する私立中学校・高等学校。
校名は所在地の地名に由来しており、東京都にて青山学院大学などを運営する学校法人青山学院との関係はない（後述）。

## 概要
中学校の卒業式は無く、その代わりに中学3年生修了式が行われる。高校卒業後の進路としては大学への進学が多い。
- 制服
  - 男子
    - 詰襟（冬服）
    - 開襟シャツ（夏服）

  - 女子
    - 長袖セーラー服（冬服）
    - 半袖セーラー服（夏服）
- 部活動
  - サッカー部
  - ソフトテニス部
  - 卓球部
  - バスケットボール部
  - 柔道部
  - 陸上部
  - 情報科学部
  - 音楽部
  - 書道部
  - 放送部
  - 英語部
  - 美術部
  - 華道・茶道部

## 沿革
- 2000年4月 - 現在地に呉青山学院中学校が開校。
- 2001年8月 - いわゆる「呉青山学院事件」（後述）の判決を受け、呉青山中学校に改称。
- 2004年4月 - 呉青山高等学校が開校。
- 2005年4月 - 鴎州コーポレーションと提携、高校に医・歯・薬コースを設置。
- 2015年3月 - 鴎州コーポレーションとの提携を解消。

## 校名問題
呉青山中学校は当初、呉青山学院中学校という校名で開校した。これは同校の所在地に由来するものであったが、東京都にある学校法人青山学院は、学校法人清水ヶ丘学園に対して商標権の侵害及び不正競争行為であるとして名称の使用差し止めの訴訟を提起した。2001年7月、東京地方裁判所は清水ヶ丘学園側の「中学校のある地名を示しただけ」という主張を退け、「呉は広島の都市名として全国的に知られているが、広島県に青山という地域があることは知られておらず、名称全体では『青山学院』の部分が特に注意を引く」「青山学院は首都圏を中心に広く知られており、被告の名称は『青山学院と関連がある呉市の中学校』を連想させ、不正競争防止法2条1項2号に規定する不正競争行為に該当する。」として、清水ヶ丘学園が「青山学院」の文字を含めた学校名を使うことを（中学校名を英語やローマ字で表記することも）禁じる判決を言い渡した。この判決に対し、被告の清水ヶ丘学園は即日控訴したが､その後学園は､校名から「学院」を外し呉青山中学校に改称し､控訴を取り下げた。当時の清水ヶ丘学園理事長であった原田敬二は、本件の責任を取り理事長職を辞任した。